# مديرية حزم العدين

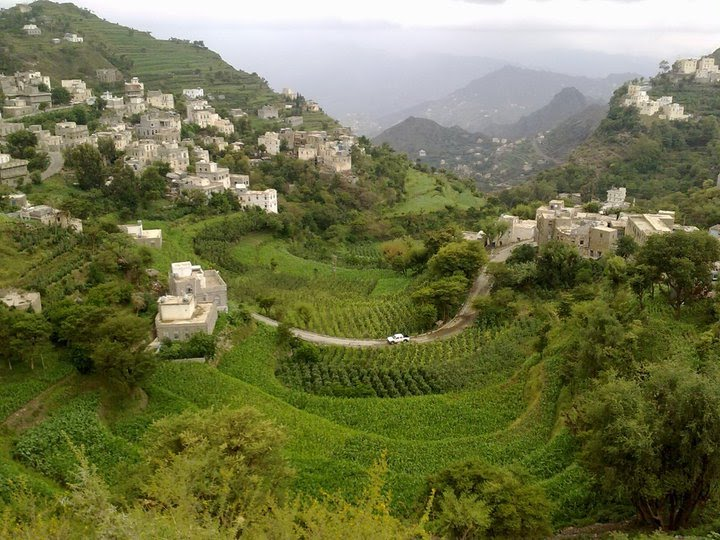
من مركز مديرية حزم العدين منظر لقرية الصوافي

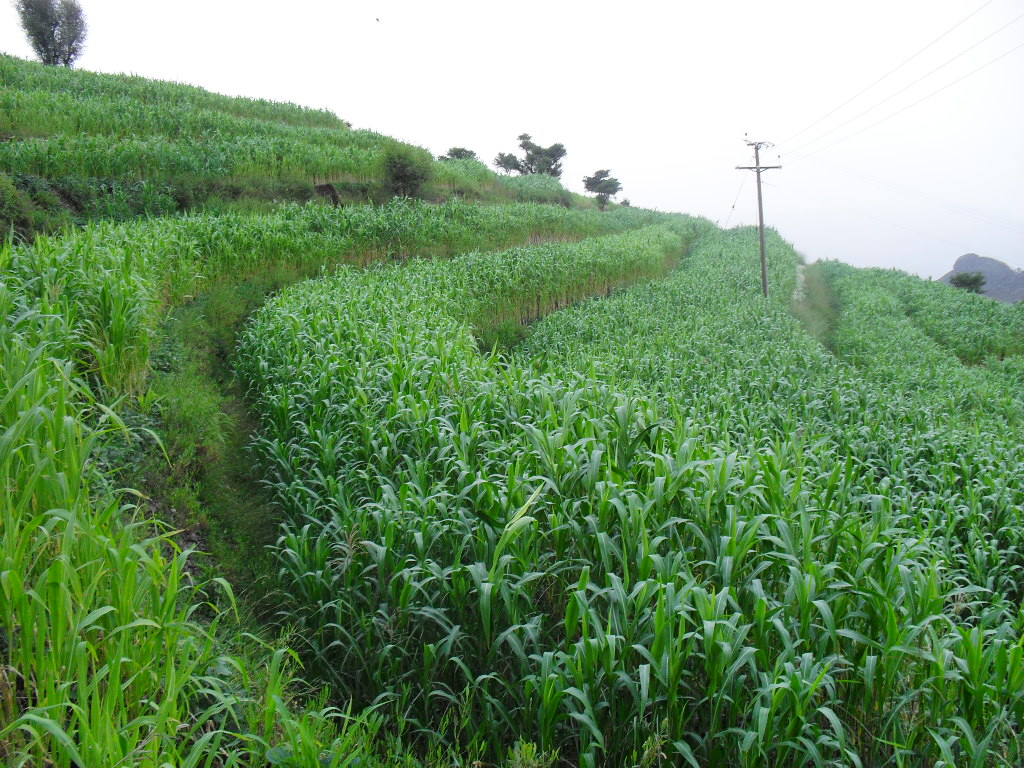
المدرجات الزراعية بمديرية حزم العدين

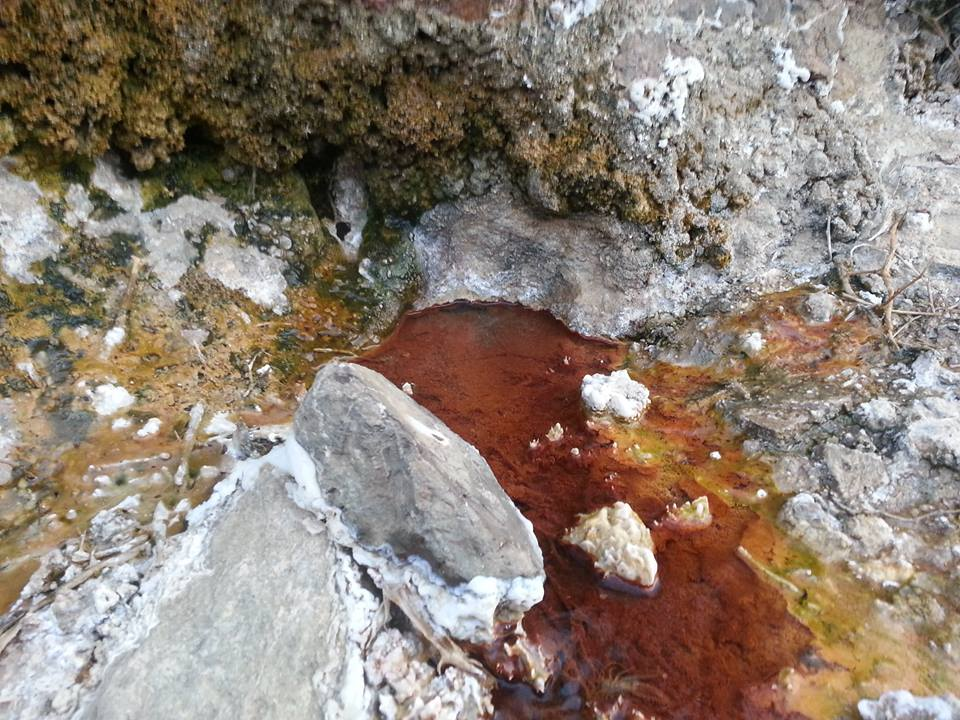
ينابيع المياه الكبريتية الحارة (الأسلوم) حزم العدين

مديرية حزم العدين إحدى مديريات محافظة إب في وسط اليمن. بلغ عدد سكانها (79483) نسمة عام (2004) تقع شمال غرب مدينة إب علـى بعـد حـوالي (30) كيلومتراً تقريباً، تحيط بها من الشمال مديرية القفر ومديرية وصاب العالي (محافظة ذمار)، ومن الغـرب مديرية وصاب السافل (محافظة ذمار) ومديرية جبل راس (محافظة الحديدة)، ومن الجنوب مديرية فرع العدين ومديرية العدين، ومـن الـشرق مديرية حبيش، وتعتبر مديرية حزم العدين ثالث أكبر مديرية في محافظة إب بعد مديرية القفر ومديرية يريم. تبلغ مساحة المديرية 476 (كم²)، وتضم كثيرا من الأماكن الطبيعية الخلابة.

## التاريخ القديم
حزم العدين كان يطلق عليها قديماً وُحَاظَةُ ويقال: أُحَاظَةُ وهي معقل بني وائل الحميريين الذين ينسبون إلى السلطان وائل بن عيسى الحميري، وهم من نسل ذو الكلاع الحميري الصحابي الجليل والملك العظيم الذي ينتهي نسبه إلى ذو الكلاع الأكبر ثم إلى الهميسع بن حمير بن سبأ بن يشجب بن يعرب بن قحطان.
يوجد فيها حصن اثري في اعلى منطقة شباع من جبل حبيش واعمال محافظة اب وسميت نسبة إلى وحاضة بن سعد بن عوف بن عدي بن مالك بن زيد بن سدد بن مرة بن حمير الاصغر وهو حصن منيع يسيطر على البلاد المنخفضة الغربية في جبل حبيش وإلى مالا نهاية.
وقد اشتهرت منطقة وُحَاظَةُ في القرن السادس الهجري أيام بنو وائل الحميريين الذين اتخذو من هذا الحصن مقراً لعاصمة دولتهم وصار في عهدهم يطلق اسم وُحَاظَةُ على المناطق التي تحت إمرتهم ومنها حبيش وبلاد الحزم والعدين وغيرها كما كان يطلق ذات الاسم على قبائل المنطقة التي تنحدر من اصول تنتمي إلى قبائل حمير بن سبأ وممن نسب إلى وُحَاظَةُ، اللغوي عيسى بن إبراهيم الوحاظي مؤلف كتاب (نظام الغريب في اللغة) واخيه العلامة إسماعيل بن إبراهيم الوحاظي مؤلف كتاب (قيد الاوابد) كما ان منهم العلامة زيد بن الحسن الفائشي، مؤلف كتاب التهذيب في الفقة وكان بطن من قبائل وُحَاظَةُ قد انتقل أيام الفتوح الإسلامية إلى الشام واستوطن مدينة حمص ومن هؤلاء قادة ورجال فقه وادب امثال المحدث والفقيه يحيى بن صالح الوحاظي المتوفي سنة 222 هـ هكذا قال عنها المقحفي في كتابه مجموع البلدان والقبائل الحميرية.
فيما ذكر عنها الحجري في كتابه معجم البلدان اليمنية وحاظة بن سعد بن عوف بن عدي بن مالك بن زيد بن سهل بن عمر بن قيس بن معاوية بن حنش بن عبده شمس بن وائل بن الغوث بن قطن بن عريب بن زهير بن أيمن بن الهميسع بن حمير، نسب اليه مخلاف باليمن منه الفقيه زيد بن الحسن الفائشي صنف كتاب واسماه (التهذيب) ومنها عيسى بن إبراهيم الوحاظي صاحب كتاب (نظام الغريب في اللغة)، وفي تاريخ الاهدل ان إسماعيل بن إبراهيم الوحاظي المذكور توفي سنة 485 هـ في وُحَاظَةُ واخوه عيسى بن إبراهيم الوحاظي صاحب القصيدة الشهيرة المسماة.. قيد الاوابد انتهى كلام الاهدل، وفي منجم العمران ذيل معجم البلدان وُحَاظَةُ بضم الهمزة وفتح الحاء والظاء على وزن فعالة، قال الشنفرى:
فغبت غشاشا ثم مرت كأنها... مع الفجر ركب من وحاظة مجفل
اما الهمداني فقد ذكر ووصف وُحَاظَةُ في كتابه صفة الجزيرة بقوله (وُحَاظَةُ واسمها شباع وهي تشابه ناعط في القصور والكروف على باب القلعة من شرقيها موطأ في القاع وكريف ورداع يكون ستمائة ذراع في مثلها وقلعة خدد معاذرة لقلعة وُحَاظَةُ بينهما ساعة من نهار)
للمنحدرات واخاديدها جمالاً آخر وهو جمال متوحش ان صح التعبير قمم عالية وقرى كالتيجان على رؤسها ومدرجات على جنباتها في جمال يخطف الانظار والانفاس تراه في صور متباينة منها ما هو حديث ومنها ما هو اثري يدل على عظمة الإنسان اليمني القديم كما هو في قلعة خدد التي يعود تاريخها إلى القرون الأولى من العهد الإسلامي والقلعة يتوجها قصر اثري عظيم يعجز عن وصفه وللقلعة طريقان على باب كل طريق ماء وبجانبهما بركة ترع منحوتة في الصخر.قال عنها الهمداني في صفة الجزيرة وهو ما اكده الحجري في كتابه ((معجم البلدان اليمنية)).
قلعة خدد معانده (مقابله) لقلعة وُحَاظَةُ بينهما ساعة من نهار وقلعه خدد فيها قصر عظيم يقصر عن الوصف والقلعة بطريقين على باب كل طريق ماء وطريق القلعة من جنوبها عليها كريف يسمى الوقيت منقور في الصفا الاسود وعمقه في الأرض خمسون ذراع وعرضه عشرون ذراعاً والطول خمسون ذراعاً محجوراً على جوانبه جدار يمنع السقوط فيه الماء الثاني من شمال الحصن على باب الحصن الثاني فيه حوية من صفا كالبئر مطوي بالبلاط ودرج ينزل اليها من رأس الحصن بالسرج في الليل والنهار على مسيرة ساعة من النهار حتى يوفي إلى الماء ولا يعلم من يكون على باب البئر من فوقه (انتهى كلام الهمداني).

## السلطان اسعد الحميري
يعتبر بنو وائل الحميريون هم أعرق واقدم الاسر والقبائل التي تقطن هذه المديرية منذ القرن الخامس الهجري كما ورد في كتاب المقحفي «مجموع البلدان والقبائل اليمنية» بني وائل قبيلة حميرية تنتمي إلى وائل بن سدد بن زرعه بن حمير بن سبأ الاصغر.
ومن الحميريين من يدخل نسبهم في الكلاع ومن هؤلاء بنو الوائلى من اصاب كما ان منهم بنو وائل في مديرية الحزم، وقد كانت لهم في أول القرن السادس الهجري زعامة على بلاد وُحَاظَةُ وماجاورها من بلاد حبيش والعدين وغيرها ومن مشاهيرهم الأمير اسعد بن وائل الحميري المتوفي قتلاً سنة 525هـ.
الجوامع في مديرية حزم العدين معظمها أثرية قديمة بعضها يعود تاريخة إلى القرن الخامس الهجري وبعضها إلى القرن السابع الهجري واخر إلى القرن السادس الهجري.
يوجد في مديرية حزم العدين مسجد السلطان اسعد بن وائل الحميري الذي يعود تاريخه إلى القرن الخامس الهجري ويوجد مسجد آخر بجواره تماماً يقع قبر السلطان اسعد بن وائل الحميري وإلى جانبه قبرالشيخ الفقيه زيد بن الحسن الفائشي مؤلف كتاب التهذيب في الفقه والذي كان قد تولى القضاء للسلطان اسعد بن وائل الحميري ويقال ان السلطان اسعد بن وائل الحميري كان قد عينه قاضيًا عليها الا ان زيد بن الحسن الفائشي رفض ذلك بشدة وقرر الرحيل إلى زبيد للتفرغ للعلم لكن السلطان اسعد بن وائل الحميري لم يستطع الاستغناء عنه فارسل جنودة لإعادته وعندما أعادوه اليه أوقف له أرض كبيرة تمتد من يريس إلى المنطقة التي تم اعادته منها عندما كان قد رحل وقال له هذه الأرض وقف لك وتفرغ للعلم فتقبلها الشيخ زيد بن الحسن الفائشي وأوقفها لصالح العلم وطلاب العلم، وهو الامر الذي أدى إلى ازدهار العلم في عهده وزيادة المؤلفات الفقهية والعلمية واللغوية، قال ابن سمرة في كتابه (طبقات فقهاء اليمن) (زيد بن الحسن الفائشي) ولد ليلة الجمعة لخمسة عشر ليلة خلت من شوال سنة (458)هـ ومات في رجب سنة (528) هـ وهو ابن سبعون سنة وقد تفقه بشويخ كثيرة وكان عالماً بعلوم كثيرة ومنها علم القرآن والتفسير والحديث والفقه واللغة والتوحيد والحساب وكان كثير الحج وربما جاور مكة وكان كثير الترحال في طلب العلم وكانت له مكتبة تحتوي أكثر من خمسمائة كتاب حينها، ولذلك كثرت علومه وظهرت فضائله وجمعت خزائنه وكان قواماً في الليل يصلي بالسبع القراءات من القرآن كل ليلة وقد الف كتاب (التهذيب في الفقة) وقد تفقه على يديه علماء كثير وكانوا لا يفارقون مجلسه وكان مؤنساً للاصحاب بفضل صلاح سلطان بلده وحبه للعلم والعلماء وهو اسعد بن وائل الحميري وكان هذا السلطان يؤثر مذهب السنة وعمارة المساجد وحب العلماء والقراء والعبّاد ويحبون السلف الصالح ويقتفون باثارهم ويقتدون باقوالهم وافعالهم اذ كانت وُحَاظَةُ ببركات عبادها وفقهائها وعدل سلطانها واسعة الارزاق كثيرة ونظرة البساتين والاسواق عامرة المساجد كاملة المحارث والموارد وكان قتل السلطان اسعد بن وائل الحميري في جمادي الأولى سنة (515)هـ وقبره في قرية الجعامي ثم ولي بعده ولده عبد الله (24) سنة ومات في جمادي الأخرى (539)هـ.

## حزم العدين
تعود تسمية حزم العدين إلى عام (1942)م وذلك عندما حزم النظام الملكي جيشه في هذه المنطقة لمحاصرة بعض القبائل المتمردة في المناطق الغربية ومن يومها أطلق عليها اسم حزم العدين بدلاً من وحاظة.

## التضاريس
تضاريس المديرية وعرة جداً، فهي عبارة عن مرتفعات جبلية تتخللها وديان عميقة تجرى في ممرات ضيقة لها انحدارات حادة وطويلة، وأغلب هذه الوديان تصب في سهل تهامة غرباً. ومن أهم وديان المديرية وادي الزبيدي، وادي الزوق، وادي الأبعون، وادي الأسلوم، وتشتهر المديرية بزراعة الذرة والشام والدخن والبن والخضروات والفواكه والقات وغيرها من المحاصيل.

## المواقـع والمعالم الأثرية والتاريخية والسياحية

### حصن يَرِس
يَرِس - بفتح الياء وكسر الراء - وهي عزلة من مديرية حزم العدين تقع أسفل جبل حبيش من الجهة الغربية وقد كانت مقراً ل مملكة الكلاعيين، وكان السلطان «أسعد بن وائل الحميري» مـن أشهر ملوكها وينسب إليه بناء حصن يَرِس في قرية الجعامي في نهاية القرن الثالث للهجرة ويقع حصن يرس بالقرب من حصن يفوز الموجود في عزلة بني عوض، ويتخذ هذا الحصن موقعاً إستراتيجياً ويصل إليه عبر طريق وحيد، والحصن يحتوي من الداخل على مجموعة من مدافن الحبـوب وكـروف المياه إلى جانب غرف لسكن الجنود، ويحيط بالحصن من الخارج سور تتخلله مجموعة من الأبراج نُوب للحراسة والمراقبة وقد ذكرت بعض المصادر التاريخية قرية الجعامي وبأن السلطان اسعد بن وائل الحميري أنـشأ فيهـا جامع وبه قبره وقبر الأمام زيد بن الحسن الفائشي.

### الحمامات المعدنية الحارة
يوجد بمديرية الحزم أحد ينابيع الحمامات المعدنية الحارة، نبع حمام الأسلوم، ويقع حمام الاسلوم غرب مدينة العدين بمسافة (15) كيلو متر الذي يقـع فـوق سطح الجبل ويطل على وادي عنه، ويقع حمام الاسلوم الطبيعي بموقعٍ متميزاً على غيره من الحمامات، حيث يقع في متوسط طقسين مختلفين الطقس البارد لمحافظة إب وجبال نامة من الشرق، والطقس الحار لمنطقة القهرة وتهامة من الغرب، وموقع حمام الاسلوم يتوسط الطقسين ومعتدل ليس بالبارد المضر للصحة اثناء وبعد الاستحمام، وليس بالحار المؤذي والمرهق للجسم اثناء وبعد الاستحمام، ويعتبر موقعه دافئ ومريح لمرتاديه الوافدين من المناطق الباردة، وكذلك باردا ًومريح لمرتاديه من المناطق الحارة، وهو حمام بخار دائم الجريان على مدار العام يستخدم لفتـرة ست ساعات ليلاً للرجال، ومثل ذلك للنساء، وتحتوي مياهه على عناصر معدنية وكبريتية للاستشفاء من التهاب العظام المفصلي المزمن، التهاب العظام الروماتزمي، الالتهاب الليفي والعضلي، النقرس المزمن، الروماتويد، الالتهاب العصبي، الأمراض العصبية الوظيفية، أمراض الجهاز التنفسي مثل (الجيوب الأنفية، الربو). الأمراض الجلدية مثل (الجرب، التنية، الصدفية، الإكزيما، حب الشباب، الحساسية) ومفيداً لمرضى الضغط المرتفع لأنه يخفض الضغط لديهم، وينصح من يعانون من انخفاض ضغط الدم بعدم المكوث طويلاً لأنه يزيدهم انخفاضاً نتيجةً للانبساط في الأوعية الدموية السطحية تحت جلد الإنسان. ويوجد أيضا حمام الأبعون وهو عبارة عن مجرى مائي يتوافد إليه الناس مع أسرهم ويبنون فيه عششهم ويحفرون بركا صغيرة تمتلئ تلقائياً بالمياه الساخنة التي تنبع من العيون الصغيرة بعد إزاحة الرمل من فوقها.

## عزل المديرية
تتكون مديرية حزم العدين من (107) قرى، تشكل بمجموعها (21) عزلة/ مركز هي:
عزلة حقين، عزلة بني وائل، عزلة الأبعون، عزلة الأصيور، عزلة الاجعوم، عزلة الاحكوم، عزلة الاسلوم،عزلة بني عبداللَّه، عزلة السيدم، عزلة الشرقي، عزلة الشعاور، عزلة المجاهدة، عزلة المزارقة، عزلة المعيظة، عزلة بني اسعد، عزلة بني الفخر، عزلة بني سليمان، النجادي (إب)  . عزلة بني على، عزلة جبل حريم، عزلة حليمة، عزلة يريس